# Peribolodes bicolorata
Peribolodes bicolorata är en fjärilsart som beskrevs av W. Warren 1904. Peribolodes bicolorata ingår i släktet Peribolodes och familjen mätare. Inga underarter finns listade i Catalogue of Life.